# Mururoa
Mururoa atoll a Tuamotu szigetvilágban, a Csendes-óceán déli részén. Francia Polinézia része. Franciaország nukleáris kísérletek helyszíneként használta.

## Nukleáris kísérletek
Mururoa és a közeli Fangataufa 1966 és 1996 között volt a francia nukleáris kísérletek helyszíne. Hivatalosan 1962. szeptember 21-én nyilvánították nukleáris kísérleti területnek. Az első robbantás Aldebaran kódnévvel 1966. július 2-án történt, amit 40 további felszíni robbantás követett 1974-ig. A legtöbb robbantást az atoll nyugati végében végezték, a kisebb robbantásokat az északi részén. 3 bombát bombázóról dobtak le, 3 bombát uszályokon robbantottak fel, a többit héliummal töltött légballonokra függesztették.[forrás?]
1974 után felszín alatti kísérletek kezdődtek, 1996-ig 147 robbantást hajtottak végre. Ez sok vitához vezetett, mivel az atoll megrepedezett, ami az erősen radioaktív anyagok kiszivárgásával fenyeget.[forrás?]
A kísérletekben részt vevő számos katona és polgári személy megbetegedett, de csak hosszasan küzdelem árán tudták elérni, hogy Franciaország ismerje el felelősségét. A francia parlament 2006-ban fogadott el törvényt a sugárszennyezett személyek – körülbelül 150 000 ember kárpótlásáról. 2013-ban a francia hadsereg egy bírósági döntés nyomán kénytelen volt nyilvánosságra hozni 58 olyan dokumentumot, amelyek bizonyították, hogy a nukleáris kísérletek Francia Polinézia szerte 350 esetben okoztak sugárszennyeződést. 1974. július 19–20-án például Tahitit plutóniummal szennyezett eső érte el, és a szigeten a megengedett határérték 500-szorosa volt a sugárterhelés.